# Tyto capensis
La lechuza de El Cabo, lechuza del Cabo o lechuza de campanario de El Cabo (Tyto capensis) es una especie de ave strigiforme en la familia Tytonidae nativa del centro y sur de África.

## Distribución
Se distribuye por Angola, Burundi, Camerún, República del Congo, República Democrática del Congo, Etiopía, Kenia, Lesoto, Malaui, Mozambique, Ruanda, Sudáfrica, Suazilandia, Tanzania, Uganda, Zambia y Zimbabue.

## Descripción
Difiere en apariencia con la lechuza común, al ser más grande, con fuerte contraste entre la parte superior e inferior. Las partes superiores son de color marrón oscuro y las partes inferiores blanquecinas. La cara es también más redonda que el de la lechuza común.

## Conservación
Se considera «vulnerable» en Sudáfrica, con unas 1000 y 5000 aves en el país (Barnes (ed.), 2000). La especie fue extirpada en el suroeste de Sudáfrica y Lesoto, y la presión combinada al desarrollo, la mala gestión de los incendios, el desbroce del terreno para la agricultura, el sobrepastoreo y la deforestación son de gran preocupación para la especie (Ansara, 2004).